# Os de Lebombo
L’os de Lebombo est un péroné de babouin, daté du Paléolithique supérieur, portant vingt-neuf encoches. Il fut trouvé dans la grotte de la Frontière (Border Cave), un abri sous roche situé sur les pentes occidentales des monts Lebombo, dans le KwaZulu-Natal, près de la frontière entre l'Afrique du Sud et le Swaziland.

## Historique
Les fouilles entreprises au début des années 1970 par le sud-africain Peter Beaumont furent très productives. Le site livra non seulement l'os de Lebombo mais aussi le squelette fossile complet d'un enfant Homo sapiens et les restes d'au moins cinq adultes. Plus de 69 000 vestiges lithiques furent aussi mis au jour, ainsi que des ossements correspondant à plus de 43 espèces de mammifères, dont 3 aujourd'hui éteintes.

## Datation
L'os de Lebombo est daté entre 44 200 et 43 000 ans avant le présent (AP) par datation par le carbone 14.

## Interprétation
Il pourrait s’agir d’un calendrier lunaire, spécifiant le nombre de jours d’une lunaison, similaire dans son principe aux encoches calendaires utilisées aujourd’hui encore par les San de Namibie. C'est le plus ancien bâton de comptage qui nous soit parvenu.